# No Mercy (2006)
No Mercy (2006) — девятое в истории шоу No Mercy, PPV-шоу, производства американского рестлинг-промоушна World Wrestling Entertainment (WWE). Шоу прошло 8 октября 2006 года на «PNC-арене» в Роли, Северная Каролина, США. В нём принимали участие исключительно суперзвёзды с бренда SmackDown!. Во время шоу прошло 8 поединков.
Главным событием стал четырёхсторонний поединок за титул Чемпиона мира в тяжёлом весе, в котором Король Букер защищал титул от Бобби Лэшли, Батисты и Финли.

## Результаты
| №                                | Поединок                                                                                                   | Условия                                                         | Время |
| -------------------------------- | --- | --------------------------------------------------------------- | ----- |
| Dark                             | Джимми Ванг Янг победил Сильвана                                                                           | Поединок один на один                                           | N/A   |
| 1                                | Мэтт Харди победил Грегори Хелмса                                                                          | Поединок один на один                                           | 13:07 |
| 2                                | Пол Лондон и Брайан Кендрик (c) (с Эшли Массаро) победили Кейси Джеймса и Идола Стивенса (с Мишель Маккул) | Командный поединок за Командное чемпионство WWE                 | 09:35 |
| 3                                | MVP победил Марти Гарнера                                                                                  | Поединок один на один                                           | 02:28 |
| 4                                | Мистер Кеннеди победил Гробовщика по дисквалификации                                                       | Поединок один на один                                           | 20:34 |
| 5                                | Рей Мистерио победил Чаво Герреро (с Вики Герреро)                                                         | Поединок один на один с удержанием где угодно                   | 12:10 |
| 6                                | Крис Бенуа победила Уильяма Ригала                                                                         | Поединок один на один                                           | 11:16 |
| 7                                | Король Букер (c) (с Королевой Шармель) победил Бобби Лэшли, Батисту и Финли                                | Четырёхсторонний поединок за титул Чемпиона мира в тяжёлом весе | 16:52 |
| (c) — чемпион на момент поединка | |                                                                 |       |